# Nestor Kukolnik
Nestor Wasiliewicz Kukolnik (Нестор Васильевич Кукольник) (ur. 20 września 1809 w Sankt Petersburgu, zm. 20 grudnia 1868 w Taganrogu) – rosyjski pisarz i dramaturg.
Syn Bazylego, brat Pawła.
W dramacie "Ruka wsiewyszniego otieczestwo spasła" (1834) wystąpił jako rzecznik oficjalnej teorii ludowości sformułowanej przez Uwarowa, uzasadniającej istnienie w Rosji absolutyzmu, poddaństwa i prawosławia. Pisał również powieści, opowiadania i utwory liryczne. Do niektórych wierszy Kukolnika muzykę skomponował Michaił Glinka.